# 小行星4528
小行星4528（4528 Berg）是一颗绕太阳运转的小行星，为主小行星带小行星。该小行星于1983年8月13日发现。

## 轨道参数
小行星4528的轨道半长轴为2.5517517 UA，离心率为0.134。